# Distretto di Boquerón
Il distretto di Boquerón è un distretto di Panama nella provincia di Chiriquí con 15.029 abitanti al censimento 2010

## Geografia antropica

### Suddivisioni amministrative
Il distretto è suddiviso in otto comuni (corregimientos):
- Boquerón
- Bágala
- Cordillera
- Guabal
- Guayabal
- Paraíso
- Pedregal
- Tijeras